# Kettrup (parochie)
Kettrup is een parochie van de Deense Volkskerk in de Deense gemeente Jammerbugt. De parochie maakt deel uit van het bisdom Aalborg en telt 557 kerkleden op een bevolking van 625 (2004).
Historisch maakt de parochie deel uit van de herred Vester Han. De parochie werd in 1970 opgenomen in de nieuw gevormde gemeente Fjerritslev, die in 2007 opging in Jammerbugt.
Aaby · Alstrup · Bejstrup · Biersted · Brovst · Fjerritslev · Gjøl · Gøttrup · Haverslev · Hjortdal · Hune · Ingstrup · Jetsmark · Kettrup · Klim · Koldmose · Kollerup · Langeslund · Lerup · Øland · Øster Svenstrup · Saltum · Skræm · Torslev · Tranum · Vedsted · Vester Hjermitslev · Vester Torup · Vust